# Grupo Firme
Grupo Firme es una agrupación de música regional mexicana creada por Jairo Corrales y Eduin Cázares en la ciudad de Tijuana, Baja California, en 2014. Se especializan en música sinaloense.

## Trayectoria
La agrupación fue creada en 2014 en la ciudad de Tijuana, Baja California, por Eduin Cázares (originario de Culiacán, Sinaloa) y Jairo Corrales. Su primer álbum llamado Pasado, Presente, Futuro, publicado en el año 2017 con un total de doce canciones. El Barco y En Vivo Desde Tijuana: los Buitrones y los Firmes fueron sus álbumes posteriores.
En 2020, lanzaron los sencillos «Pídeme», «El Roto» y «Juro Por Dios». Posteriormente realizaron una presentación musical en Colombia, lanzado simultáneamente un álbum llamando En Vivo desde Medellín, Colombia.
En 2021, ganaron cuatro Premios Juventud, y cinco premios, de seis nominaciones, de los Premios Lo Nuestro. El 18 de noviembre ganaron su primer  Grammy Latino en la categoría de Mejor Álbum de Música Banda por su álbum Nos Divertimos Logrando Lo Imposible.
El 13 de septiembre de 2022, recibieron una estrella en el paseo de las Estrellas en Las Vegas (Estados Unidos), por su contribución al entretenimiento.
El 25 de septiembre de 2022, se presentaron en el Zócalo de la Ciudad de México, dando un concierto, que, de acuerdo a las autoridades, tuvo una asistencia de 280 mil personas, imponiendo un récord.
El 21 de noviembre de 2022, se presentaron en el medio tiempo del partido de la NFL en el Estadio Azteca entre los 49ers de San Francisco y los Cardenales de Arizona. Fueron abucheados por un gran número de asistentes, aunque otros asistentes también corearon las canciones que interpretaron.
Durante los premios Juventud 2022, fueron señalados por usar playback, y en junio de 2023 por una pelea en un concierto y una posible separación por parte de Eduin Cázares, escrita en su cuenta.

## Premios y nominaciones
| Año  | Premio                                      | Galardón                                       | Nominación                                                          | Resultado | Ref.          |
| ---- | ------------------------------------------- | ---------------------------------------------- | ------------------------------------------------------------------- | --------- | ------------- |
| 2020 | Premios Juventud                            | La Más Pomposa                                 | Yo ya no vuelvo contigo (ft. Lenin Ramírez) y El amor no fue pa' mí | Nominado  | [ 14 ] [ 15 ] |
| 2020 | Premios Juventud                            | Nueva Generación Regional Mexicano             | Ellos mismos                                                        | Nominado  | [ 14 ] [ 15 ] |
| 2021 | Premios Juventud                            | Grupo o Dúo Favorito del Año                   | Ellos mismos                                                        | Ganador   | [ 16 ] [ 5 ]  |
| 2021 | Premios Juventud                            | Mejor Colaboración Regional Mexicana           | El Güero (ft. Marca MP)                                             | Ganador   | [ 16 ] [ 5 ]  |
| 2021 | Premios Juventud                            | Álbum del Año Regional Mexicano                | Nos divertimos logrando lo imposible                                | Ganador   | [ 16 ] [ 5 ]  |
| 2021 | Premios Juventud                            | Mejor Fusión Regional Mexicana                 | El cambio (ft. Chesca)                                              | Ganador   | [ 16 ] [ 5 ]  |
| 2021 | Premios Lo Nuestro                          | Canción Banda del Año - Regional Mexicano      | Yo ya no vuelvo contigo (ft. Lenin Ramírez)                         | Ganador   | [ 17 ]        |
| 2021 | Canción Norteña del Año - Regional Mexicano | En honor a ti (ft. La Maquinaria Norteña)      | Nominado                                                            |           | [ 17 ]        |
| 2021 | Colaboración del Año - Regional Mexicano    | Yo ya no vuelvo contigo (ft. Lenin Ramírez)    | Ganador                                                             |           | [ 17 ]        |
| 2021 | Canción del Año - Regional Mexicano         | Yo ya no vuelvo contigo (ft. Lenin Ramírez)    | Ganador                                                             |           | [ 17 ]        |
| 2021 | Álbum del Año - Regional Mexicano           | En vivo desde Anaheim, CA                      | Ganador                                                             |           | [ 17 ]        |
| 2021 | Grupo o Dúo del Año - Regional Mexicano     | Ellos mismos                                   | Ganador                                                             |           | [ 17 ]        |
| 2021 | iHeartRadio Music Awards                    | Mejor Canción de Música Regional Mexicana      | Yo ya no vuelvo contigo (ft. Lenin Ramírez)                         | Nominado  | [ 18 ] [ 19 ] |
| 2021 | Latin Grammy Awards                         | Mejor Álbum de Música Banda                    | Nos divertimos logrando lo imposible                                | Ganador   | [ 7 ]         |
| 2022 | Premios Lo Nuestro                          | Canción Banda del Año - Regional Mexicano      | El tóxico (con Carín León)                                          | Ganador   | [ 20 ]        |
| 2022 | Premios Lo Nuestro                          | Álbum del Año - Regional Mexicano              | Nos divertimos logrando lo imposible                                | Ganador   | [ 20 ]        |
| 2022 | Premios Lo Nuestro                          | Grupo o Dúo del Año - Regional Mexicano        | Ellos mismos                                                        | Ganador   | [ 20 ]        |
| 2022 | iHeartRadio Music Awards                    | Mejor Nuevo Artista Latino                     | Ellos mismos                                                        | Ganador   | [ 21 ]        |
| 2022 | Premios Juventud                            | Colaboración Regional Mexicana                 | En tu perra vida (ft. Lenin Ramírez)                                | Ganador   | [ 22 ]        |
| 2022 | Premios Juventud                            | Canción Regional Mexicana                      | Ya supérame                                                         | Ganador   | [ 22 ]        |
| 2022 | Premios Juventud                            | Fusión Regional Mexicana                       | Cada quien (ft. Maluma)                                             | Ganador   | [ 22 ]        |
| 2022 | Premios Juventud                            | Grupo o Dúo Favorito                           | Ellos mismos                                                        | Ganador   | [ 22 ]        |
| 2022 | Premios Juventud                            | Artista de Streaming                           | Ellos mismos                                                        | Nominado  | [ 22 ]        |
| 2022 | Premio Billboard de la Música Latina        | Hot Latin Songs - Artista del Año, Dúo o Grupo | Ellos mismos                                                        | Ganador   | [ 23 ]        |
| 2022 | Premio Billboard de la Música Latina        | Canción Regional Mexicana del Año              | Ya supérame (en vivo)                                               | Ganador   | [ 23 ]        |
| 2023 | Premios Lo Nuestro                          | Artista del Año                                | Ellos mismos                                                        | Nominado  | [ 24 ]        |
| 2023 | Premios Lo Nuestro                          | Grupo o Dúo del Año - Regional Mexicano        | Ellos mismos                                                        | Ganador   | [ 24 ]        |
| 2023 | Premios Lo Nuestro                          | Canción del Año                                | Cada quién (ft. Maluma)                                             | Nominado  | [ 24 ]        |
| 2023 | Premios Lo Nuestro                          | Mezcla Perfecta del Año                        | Cada quién (ft. Maluma)                                             | Ganador   | [ 24 ]        |
| 2023 | Premios Lo Nuestro                          | Canción Banda del Año - Regional Mexicano      | Cada quién (ft. Maluma)                                             | Ganador   | [ 24 ]        |
| 2023 | Premios Lo Nuestro                          | Tour del Año                                   | Enfiestados y amanecidos Tour                                       | Nominado  | [ 24 ]        |
| 2023 | Premios Lo Nuestro                          | Canción del Año - Regional Mexicano            | Ya supérame (en vivo)                                               | Ganador   | [ 24 ]        |
| 2023 | Premios Lo Nuestro                          | Colaboración del Año - Regional Mexicano       | En tu perra vida (ft. Lenín Ramírez)                                | Ganador   | [ 24 ]        |
| 2023 | Premios Lo Nuestro                          | Álbum del Año - Regional Mexicano              | Enfiestados y amanecidos                                            | Ganador   | [ 24 ]        |
| 2023 | iHeartRadio Music Award                     | Mejor Artista de Música Regional Mexicana      | Ellos mismos                                                        | Ganador   | [ 25 ]        |
| 2023 | iHeartRadio Music Award                     | Mejor Canción de Música Regional Mexicana      | Ya supérame                                                         | Nominado  | [ 25 ]        |
| 2023 | Premios Latin American Music                | Mejor Dúo o Grupo – Regional Mexicano          | Ellos mismos                                                        | Ganador   | [ 26 ] [ 27 ] |
| 2023 | Premios Heat                                | Mejor Grupo o Banda                            | Ellos mismos                                                        | Nominado  | [ 28 ]        |
| 2023 | Premios Heat                                | Mejor Artista Regional Popular                 | Ellos mismos                                                        | Nominado  | [ 28 ]        |
| 2023 | Premio Billboard de la Música Latina        | Gira del Año                                   | Ellos mismos                                                        | Nominado  | [ 29 ] [ 30 ] |
| 2024 | Premios Lo Nuestro                          | Canción Banda del Año - Regional Mexicano      | Calidad (ft. Luis Mexia)                                            | Nominado  | [ 31 ] [ 32 ] |
| 2024 | Premios Lo Nuestro                          | Colaboración del Año - Regional Mexicano       | Alaska (ft. Camilo)                                                 | Nominado  | [ 31 ] [ 32 ] |
| 2024 | Premios Lo Nuestro                          | Canción del Año - Regional Mexicano            | Alaska (ft. Camilo)                                                 | Nominado  | [ 31 ] [ 32 ] |
| 2024 | Premios Lo Nuestro                          | Mix Perfecto del Año                           | Alaska (ft. Camilo)                                                 | Nominado  | [ 31 ] [ 32 ] |
| 2024 | Premios Lo Nuestro                          | Grupo o Dúo del Año - Regional Mexicano        | Ellos mismos                                                        | Nominado  | [ 31 ] [ 32 ] |
| 2024 | iHeartRadio Music Award                     | Canción del Año - Regional Mexicano            | Que onda perdida (ft. Gerardo Coronel "El Jerry"                    | Nominado  | [ 31 ] [ 32 ] |
| 2025 | Premios Lo Nuestro                          | Colaboración "Crossover" del Año               | «Chula» (junto a Demi Lovato)                                       | Nominados | [ 33 ]        |
| 2025 | Premios Lo Nuestro                          | Grupo o Dúo del Año - Música Mexicana          | Ellos mismos                                                        | Nominados | [ 33 ]        |